# Willem Buytewech
Willem Pieterszoon Buytewech (Rotterdam, 1591/1592 - 23 september 1624) was een Noord-Nederlandse kunstschilder, tekenaar en etser. Hij geldt als de “uitvinder” van het Nederlandse genrestuk. Van hem zijn zo'n 125 tekeningen, 32 etsen en zes schilderijen bekend.

## Leven
Willem Buytewech was een zoon van de schoenmaker en kaarsenmaker Pieter Jacobszoon. Zijn leertijd bracht hij door in Haarlem, waar hij in 1612 bij het Sint Lucasgilde ingeschreven werd. Kort tevoren, in 1610, was ook Frans Hals gildelid geworden, die met zijn werk duidelijk een sterke invloed op Willem Buytewech had. Talrijke getekende kopieën naar werken van Frans Hals bewijzen dat duidelijk. Na zijn huwelijk op 10 november 1613 met Aeltje van Amerongen keerde Willem Buytewech terug naar Rotterdam. De banden met Haarlem bleven echter bestaan.
Willem Buytewech ligt bij zijn vader begraven in de Grote of Sint-Laurenskerk (Rotterdam). De zerk overleefde het bombardement van 1940, en is in een der kapellen te zien.

## Werk
Willem Buytewech was primair als graficus werkzaam. Tot zijn thema's behoorden vooral genrestukken en landschappen, maar ook Bijbelse en allegorische voorstellingen. Zijn bekendste en gedateerde werken ontstonden tussen de jaren 1606 en 1621. Vandaag de dag zijn uit zijn oeuvre nog maar zes schilderijen overgebleven, alle genrestukken. Bijzonder bekend is zijn “Vrolijke gezelschap op een tuinterras" (1616/1617). Zijn bijnaam luidde “Gheestige Willem”, niet alleen vanwege deze vrolijke schilderijen, maar ook vanwege de humor die hij van nature bezat.

## Galerij

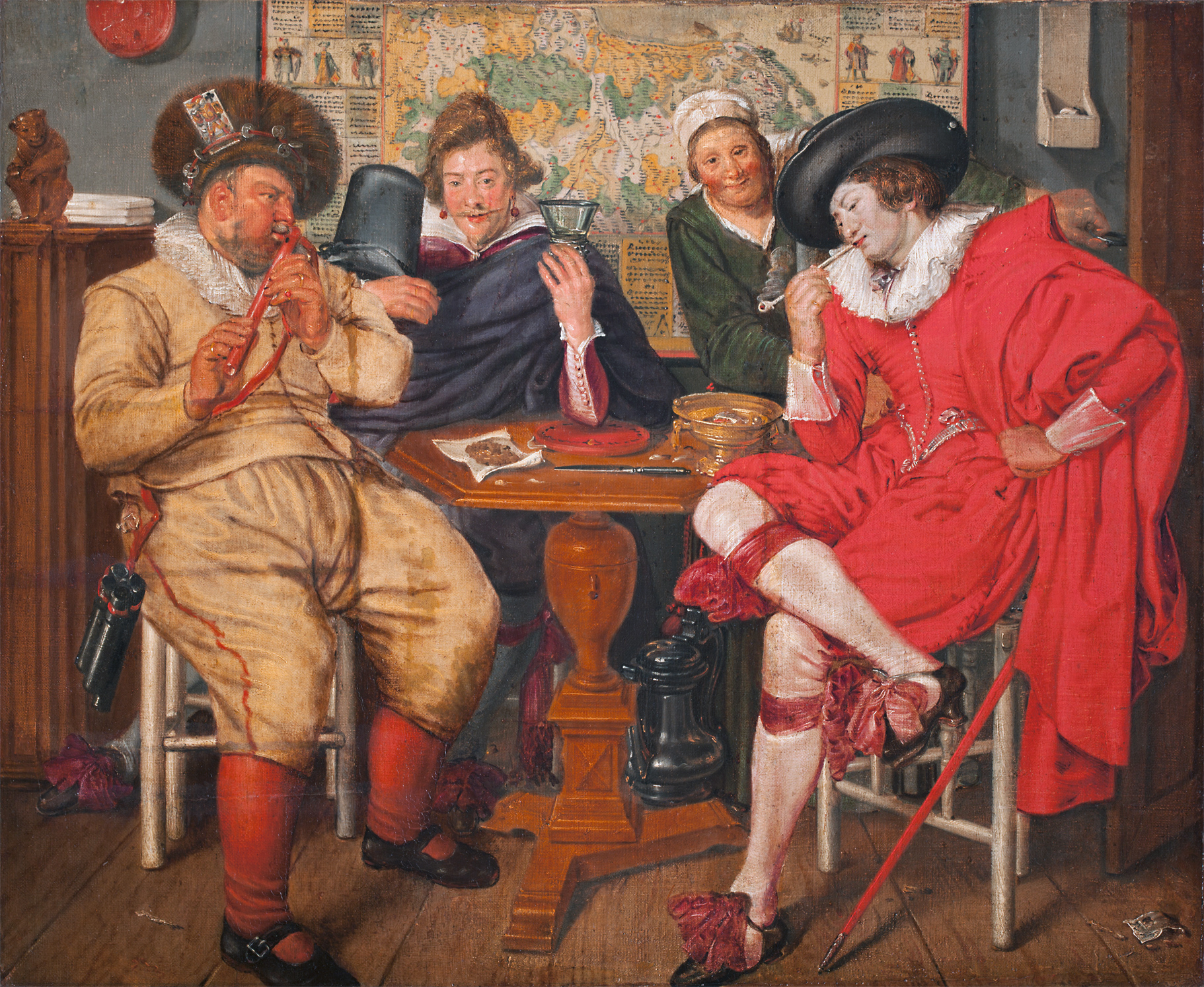
Herbergscène, 1615-1620, Museum Bredius, Den Haag
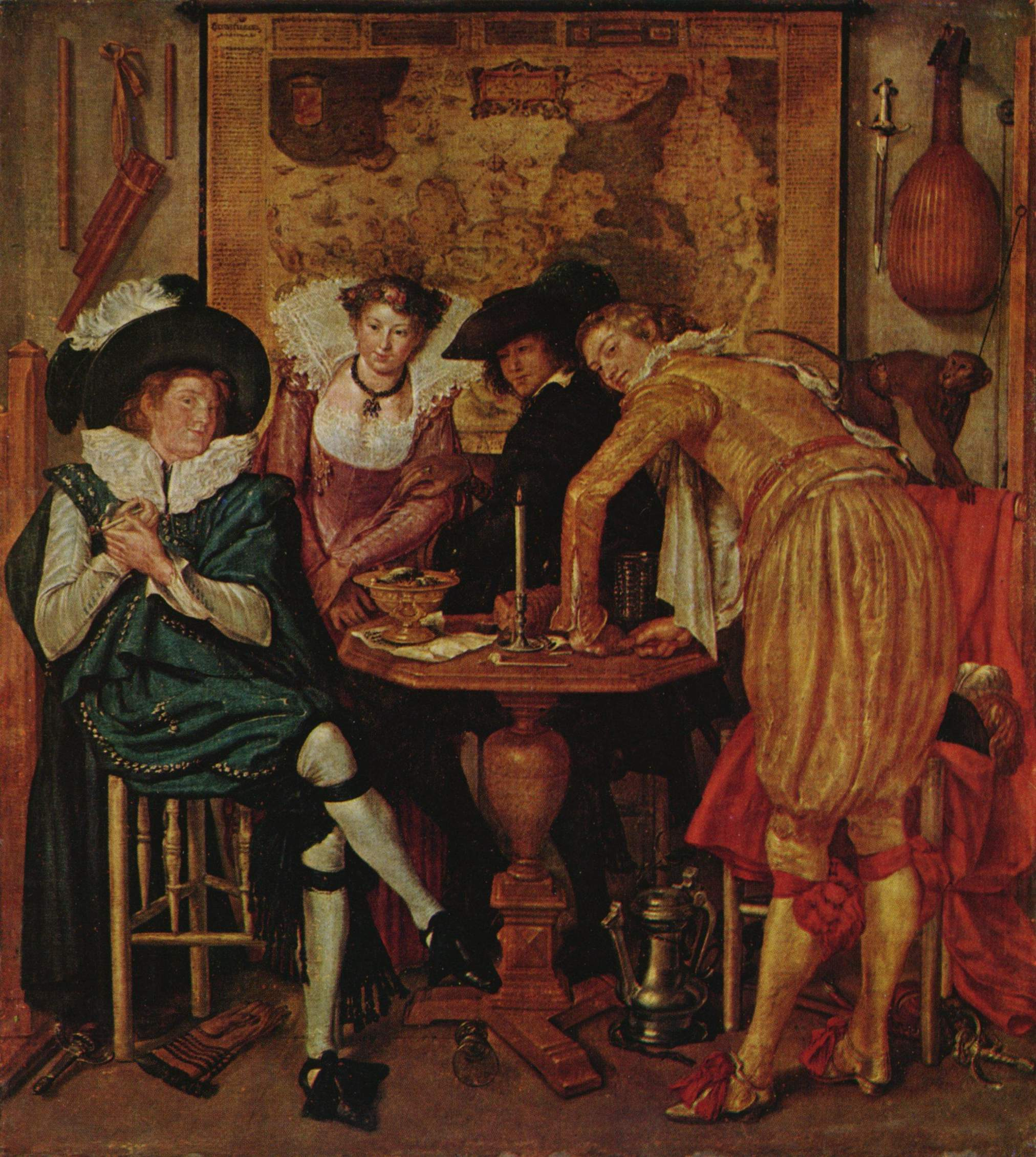
Vrolijk gezelschap, ca. 1615, Szépművészeti Múzeum, Boedapest
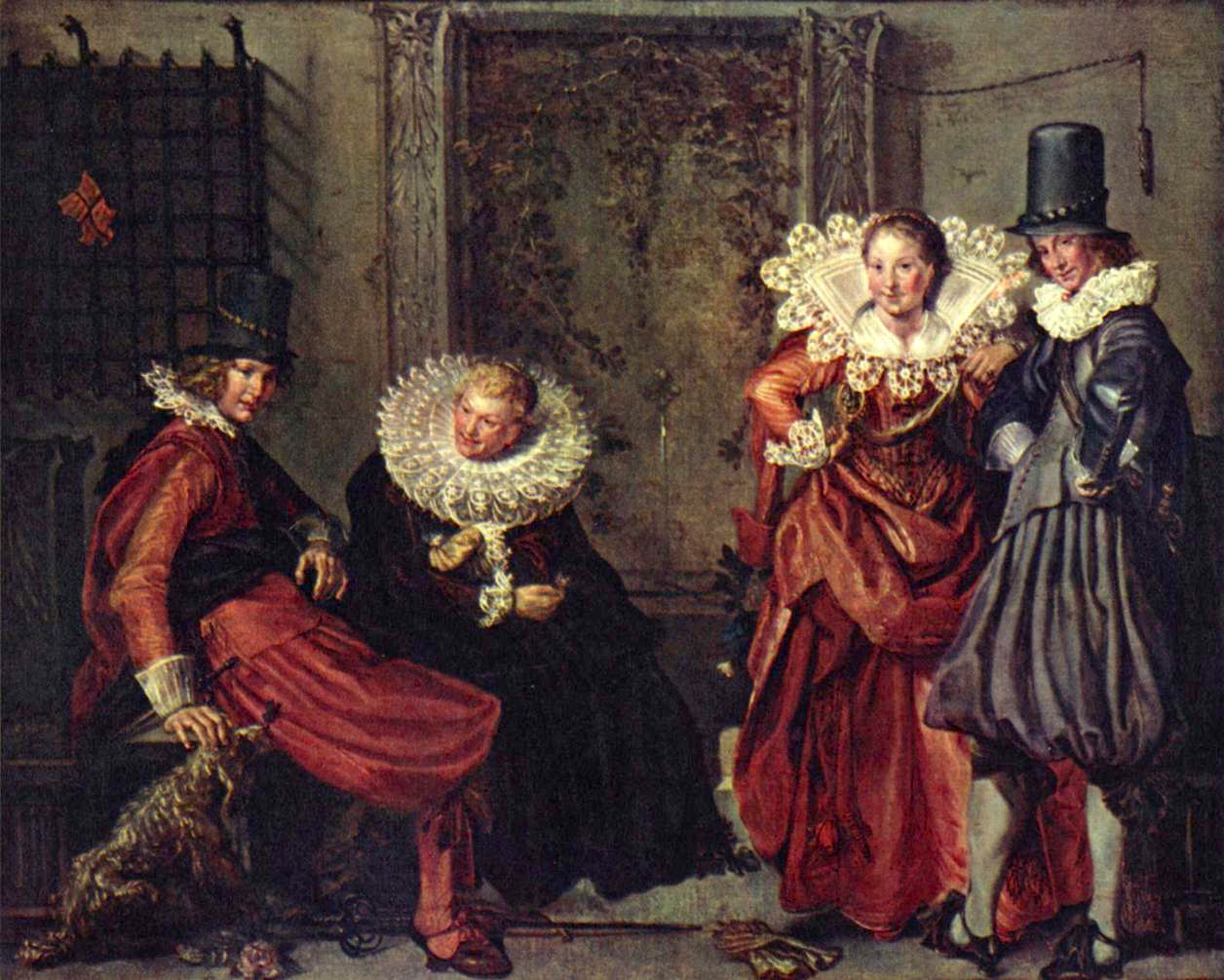
Twee elegante paren, ca. 1615, Rijksmuseum, Amsterdam
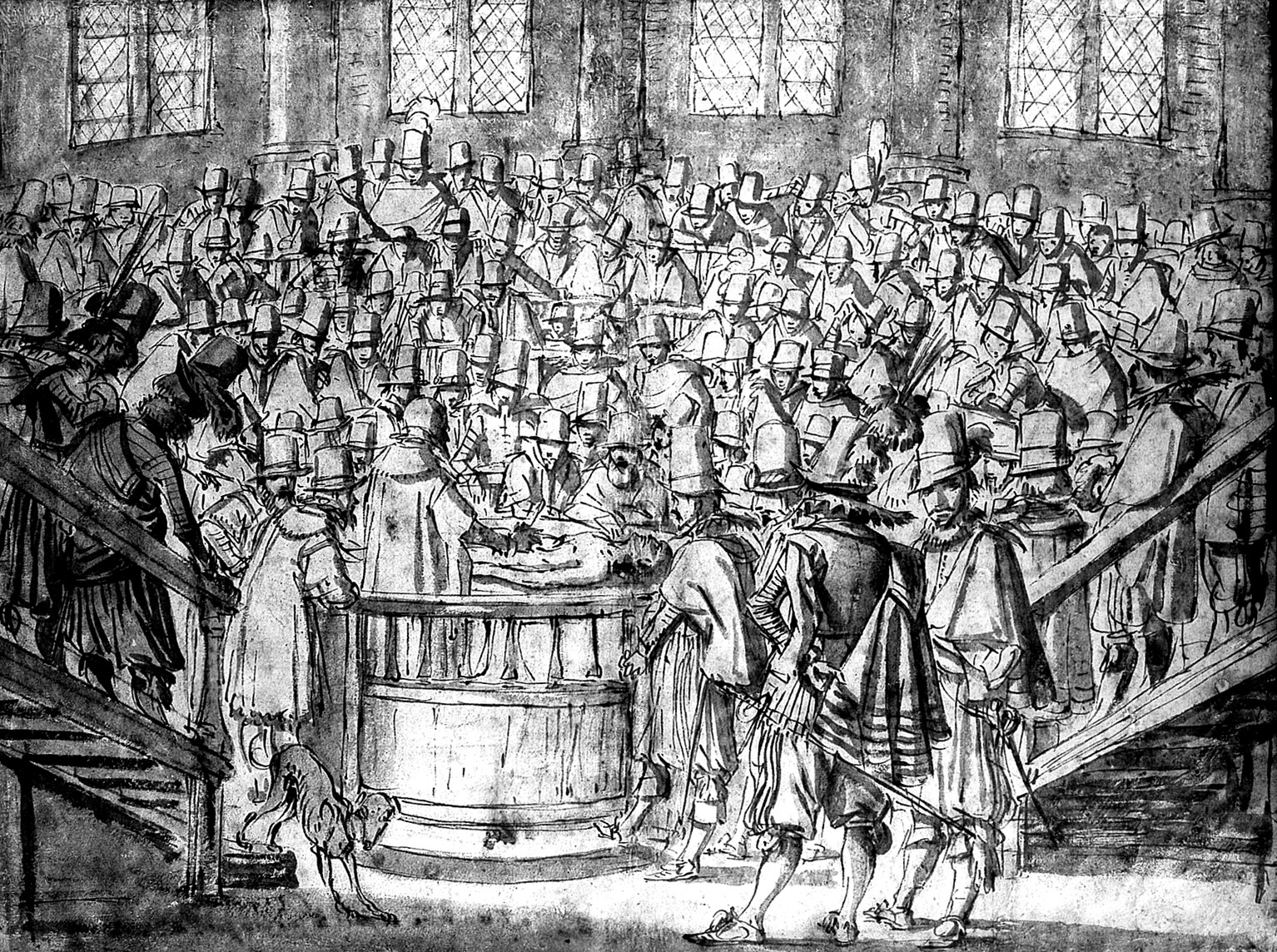
Leids Anatomisch Theater tijdens een dissectie

## Werk in openbare collecties (selectie)
- Museum Bredius, Den Haag.[2]
- Rijksmuseum, Amsterdam[3]
- Museum Boijmans Van Beuningen, Rotterdam.[4]
- Mauritshuis, Den Haag